# W cieniu chwały
W cieniu chwały (ang. Pride and Glory) – amerykańsko-niemiecki dramat kryminalny z 2008 roku w reżyserii Gavina O’Connora.

## Obsada
- Edward Norton jako Ray Tierney
- Colin Farrell jako Jimmy Egan
- Noah Emmerich jako Francis Tierney JR
- Jennifer Ehle jako Abby Tierney
- Chris Astoyan jako Rob Beren
- Lake Bell jako Megan Egan
- Ryan Simpkins jako Shannon Egan
- Ty Simpkins jako Jimmy Egan Jr.
- Jon Voight jako Francis Tierney Sr
- John Ortiz jako Ruben Santiago
- Rick Gonzalez jako Eladio Casado
- Shea Whigham jako Kenny Dugan
- Manny Perez jako Coco Dominguez
- Christina Cabot jako oficer Cole
- Frank Grillo jako Eddie Carbone